# Бибиска
Бибиска (укр. Бібіска, Бибиска) — река в Самборском районе Львовской области, Украина. Левый приток Вяра (бассейн Вислы).
Берёт начало на юго-западной окраине города Добромиль, возле урочища Салина. Длина реки 14 км, площадь бассейна 34 км2. На реке находятся сёла Соляноватка, Губичи, Передельница. Впадает в Вяр на юго-восточной окраине посёлка городского типа Нижанковичи.
В верхнем течении Бибиска имеет характер горной реки. Дно местами каменистое, местами илистое. Русло слабоизвилистое. Нередко бывают паводки. В засушливое время река может сильно пересыхать, иногда почти полностью.